# Sobradiel
Sobradiel là một đô thị ở tỉnh Zaragoza, Aragon, Tây Ban Nha. Theo điều tra dân số 2010 của Viện thống kê Tây Ban Nha (INE), đô thị này có dân số là 999 người. Diện tích đô thị này là 11,98 ki-lô-mét vuông. Đô thị này nằm ở độ cao 213 m trên mực nước biển.

## Biến động dân số
| 1991 |  | 1996 |  | 2001 |  | 2004 |  | 2007 |
| ---- |  | ---- |  | ---- |  | ---- |  | ---- |
| 598  |  | 596  |  | 708  |  | 752  |  | 903  |